# Act of Violence
Act of Violence is een Amerikaanse film noir uit 1948 onder regie van Fred Zinnemann. De film werd destijds in Nederland uitgebracht onder de titel Meedogenloze jacht.

## Verhaal
Frank Enley leidt een teruggetrokken leven met vrouw en kind. Op een dag krijgt hij bezoek van Joe Parkson. Parkson zint op wraak voor een voorval dat zich tijdens de oorlog afspeelde in een Duits gevangenenkamp.

## Rolverdeling
| Acteur           | Personage      |
| ---------------- | -------------- |
| Van Heflin       | Frank R. Enley |
| Robert Ryan      | Joe Parkson    |
| Janet Leigh      | Edith Enley    |
| Mary Astor       | Pat            |
| Phyllis Thaxter  | Ann            |
| Berry Kroeger    | Johnny         |
| Taylor Holmes    | Gavery         |
| Harry Antrim     | Fred           |
| Connie Gilchrist | Martha         |
| Will Wright      | Pop            |